# Girolamo Maria Marini
Pour les articles homonymes, voir Marini.
Girolama Maria Marini est un librettiste d'opéra italien né à Recanati, dans l'actuelle province de Macerata, dans les Marches, en 1801 et mort en 1867.

## Biographie
Il se signala, au début de 1840, par le succès d’Il templario, opéra d'Otto Nicolai dont il avait donné le livret d'après Ivanhoé de Walter Scott. Donné à Turin pendant le carnaval, l'ouvrage fut repris notamment au Teatro Carlo Felice de Gênes (1845) et au Théâtre-Italien de Paris (1868).
La même année, Gaetano Donizetti, chargé de composer un opéra pour le Teatro Apollo de Rome, suggéra le 18 août de faire appel à un librettiste confirmé, soit Jacopo Ferretti, soit Girolamo Maria Marini, pour proposer un plan et le faire approuver par la sourcilleuse censure pontificale. Il semble que cette préconisation ne fut pas mise à exécution mais que Donizetti choisit en définitive de réutiliser un livret préexistant de Felice Romani, La figlia dell'arciere. Néanmoins, celui-ci se terminait par le suicide de l'héroïne qui n'aurait pas été accepté par la censure. Marini fut donc chargé de composer un nouvel acte III avec un dénouement heureux, ce dont il s'acquitta très rapidement. Il semble cependant que Donizetti n'ait guère été satisfait du résultat.

## Œuvres
- Il templario (Le Templier), melodramma en 3 actes, musique d'Otto Nicolai, Turin, carnaval 1840 (d'après Ivanhoé de Walter Scott)
- Adelia, musique de Gaetano Donizetti, Rome, Teatro Apollo, 1841 (acte III uniquement)
- La duchessa de la Vallière, melodramma serio en 3 actes, musique de Francesco Petrocini, première au carnaval 1852 au Teatro Apollo de Venise

### Sources
- (fr) Notice d'autorité de la Bibliothèque nationale de France et base Opale (consultée le 23 août 2008)
- (de) Julia Feurich, « Zur Entstehung von Donizettis Adelia », in : livret de l'enregistrement Sony Music, 2007